# Riverview (Virginia)
Riverview è un census-designated place (CDP) degli Stati Uniti d'America, situato nello stato della Virginia, nella contea di Wise. Secondo il censimento del 2020 gli abitanti di Riverview ammontavano a 616.